# Listă de comune din raionul Leova
Această listă conține comunele din raionul Leova, Republica Moldova, cu satele din componența lor. Celulele gri indică localitățile consemnate ca „sat (comună)” în Legea privind organizarea administrativ-teritorială a Republicii Moldova.
| Comuna        | Satul de reședință | Sate componente |
| ------------- | ------------------ | --------------- |
| Băiuș         | Băiuș              | Băiuș           |
| Băiuș         | Băiuș              | Cociulia Nouă   |
| Băiuș         | Băiuș              | Hîrtop          |
| Beștemac      | Beștemac           | Beștemac        |
| Beștemac      | Beștemac           | Pitești         |
| —             | —                  | Borogani        |
| Cazangic      | Cazangic           | Cazangic        |
| Cazangic      | Cazangic           | Frumușica       |
| Cazangic      | Cazangic           | Seliște         |
| —             | —                  | Ceadîr          |
| Cneazevca     | Cneazevca          | Cîzlar          |
| Cneazevca     | Cneazevca          | Cneazevca       |
| —             | —                  | Colibabovca     |
| —             | —                  | Covurlui        |
| —             | —                  | Cupcui          |
| —             | —                  | Filipeni        |
| Hănăsenii Noi | Hănăsenii Noi      | Hănăsenii Noi   |
| Hănăsenii Noi | Hănăsenii Noi      | Nicolaevca      |
| —             | —                  | Orac            |
| —             | —                  | Romanovca       |
| Sărata Nouă   | Sărata Nouă        | Bulgărica       |
| Sărata Nouă   | Sărata Nouă        | Sărata Nouă     |
| Sărăteni      | Sărăteni           | Sărăteni        |
| Sărăteni      | Sărăteni           | Victoria        |
| Sărățica Nouă | Sărățica Nouă      | Cîmpul Drept    |
| Sărățica Nouă | Sărățica Nouă      | Sărățica Nouă   |
| Tigheci       | Tigheci            | Cuporani        |
| Tigheci       | Tigheci            | Tigheci         |
| —             | —                  | Tomai           |
| Tomaiul Nou   | Tomaiul Nou        | Sărățica Veche  |
| Tomaiul Nou   | Tomaiul Nou        | Tomaiul Nou     |
| Vozneseni     | Vozneseni          | Troian          |
| Vozneseni     | Vozneseni          | Troița          |
| Vozneseni     | Vozneseni          | Vozneseni       |